# Liste des aérodromes en Algérie
Voici la liste des aérodromes algériens, avec leur code IATA et leur code OACI

## Carte
'
| \| 100 km1:14 790 000 \| Adrar Alger Annaba Batna Béjaïa Biskra Boufarik Chlef Constantine Ghardaïa Hassi Messaoud In Amenas Jijel Oran Sétif Tamanrasset Tébessa Tlemcen Béchar Bordj Mokhtar Djanet El Bayadh El Goléa El Oued Illizi In Salah Ghriss Ouargla Tiaret Timimoun Tindouf Touggourt |
| 100 km1:14 790 000 |

Carte statique des aéroports d'Algérie.Carte dynamique des aéroports d'Algérie.

## Aérodromes
| Wilaya              | Code Wilaya | Nom de l'aérodrome                                     | Commune de l'aérodrome | Code IATA | Code OACI | Alt. en m | Nb de pistes |
| ------------------- | ----------- | ------------------------------------------------------ | ---------------------- | --------- | --------- | --------- | ------------ |
| Alger               | 16          | Aéroport d'Alger - Houari Boumédiène                   | Dar El Beïda           | ALG       | DAAG      | 25        | 2            |
| Annaba              | 23          | Aéroport d'Annaba - Rabah-Bitat                        | Annaba                 | AAE       | DABB      | 5         | 2            |
| Batna               | 05          | Aéroport de Batna - Mostepha Ben Boulaid               | Batna                  | BLJ       | DABT      | 823       | 1            |
| Béjaïa              | 06          | Aéroport de Béjaïa - Soummam - Abane Ramdane           | Béjaïa                 | BJA       | DAAE      | 6         | 1            |
| Béchar              | 08          | Aéroport de Béchar - Boudghene Ben Ali Lotfi           | Béchar                 | CBH       | DAOR      | 811       | 2            |
| Bordj Badji Mokhtar | 50          | Aéroport de Bordj Mokhtar                              | Bordj Badji Mokhtar    | BMW       | DATM      | 397       | 1            |
| Biskra              | 07          | Aéroport de Biskra - Mohamed Khider                    | Biskra                 | BSK       | DAUB      | 88        | 1            |
| Chlef               | 02          | Aéroport de Chlef                                      | Chlef                  | QAS       | DAOI      | 153       | 2            |
| Constantine         | 25          | Aéroport de Constantine - Mohamed Boudiaf              | Constantine            | CZL       | DABC      | 706       | 2            |
| Djelfa              | 17          | Aéroport de Djelfa- Tsletsi (en)                       | Djelfa                 | QDJ       | DAFI      | 1178      | 2            |
| Djanet              | 56          | Aéroport de Djanet - Tiska                             | Djanet                 | DJG       | DAAJ      | 966       | 2            |
| El Bayadh           | 32          | Aéroport d'El Bayadh - Kssal                           | El Bayadh              | EBH       | DAOY      | 1366      | 1            |
| El Meniaa           | 58          | Aéroport d'El Goléa                                    | El Goléa               | ELG       | DAUE      | 398       | 2            |
| El Oued             | 39          | Aéroport d'El Oued - Guemar                            | El Oued                | ELU       | DAUO      | 62        | 2            |
| Ghardaïa            | 47          | Aéroport de Ghardaïa - Noumérat - Moufdi Zakaria       | Ghardaïa               | GHA       | DAUG      | 461       | 2            |
| Illizi              | 33          | Aéroport d'Illizi - Takhamalt                          | Illizi                 | VVZ       | DAAP      | 542       | 1            |
| Illizi              | 33          | Aéroport de Zarzaïtine - In Amenas                     | In Amenas              | IAM       | DAUZ      | 563       | 2            |
| In Guezzam          | 54          | Aéroport d'In Guezzam                                  | In Guezzam             | INF       | DATG      | 404       | 1            |
| In Salah            | 53          | Aéroport d'In Salah                                    | In Salah               | INZ       | DAUI      | 273       | 1            |
| Jijel               | 18          | Aéroport de Jijel - Ferhat Abbas                       | Taher                  | GJL       | DAAV      | 11        | 1            |
| Laghouat            | 03          | Aéroport d'Hassi R'Mel - Tilrhemt                      | Hassi R'Mel            | HRM       | DAFH      | 774       | 2            |
| Laghouat            | 03          | Aéroport de Laghouat - Moulay Ahmed Medeghri           | Laghouat               | LOO       | DAUL      | 750       | 2            |
| Mascara             | 29          | Aéroport de Ghriss                                     | Ghriss                 | MUW       | DAOV      | 514       | 1            |
| M'Sila              | 28          | Aéroport de Bou Saâda                                  | Bou Saâda              | BUJ       | DAAD      | 459       | 1            |
| Naâma               | 45          | Aéroport de Méchria                                    | Méchria                | MZW       | DAAY      | 1111      | 2            |
| Oran                | 31          | Aéroport d'Oran - Ahmed Ben Bella                      | Es Sénia               | ORN       | DAOO      | 91        | 2            |
| Ouargla             | 30          | Aéroport d'Hassi Messaoud - Oued Irara - Krim Belkacem | Hassi Messaoud         | HME       | DAUH      | 140       | 1            |
| Ouargla             | 30          | Aéroport d'Ouargla - Ain Beida                         | Ouargla                | OGX       | DAUU      | 152       | 2            |
| Relizane            | 48          | Aéroport de Relizane                                   | Relizane               | QZN       | DAAZ      | 86        | 1            |
| Sétif               | 19          | Aéroport de Sétif - 8 Mai 1945                         | Sétif                  | QSF       | DAAS      | 1015      | 1            |
| Tamanrasset         | 11          | Aéroport de Tamanrasset - Aguenar - Hadj Bey Akhamok   | Tamanrasset            | TMR       | DAAT      | 1377      | 1            |
| Tébessa             | 12          | Aéroport de Tébessa - Cheikh Larbi Tébessi             | Tébessa                | TEE       | DABS      | 811       | 2            |
| Tiaret              | 14          | Aéroport de Tiaret - Abdelhafid Boussouf Bou Chekif    | Tiaret                 | TID       | DAOB      | 989       | 1            |
| Timimoun            | 49          | Aéroport de Timimoun                                   | Timimoun               | TMX       | DAUT      | 313       | 1            |
| Tindouf             | 37          | Aéroport de Tindouf                                    | Tindouf                | TIN       | DAOF      | 443       | 2            |
| Tlemcen             | 13          | Aéroport de Tlemcen - Zenata - Messali El Hadj         | Tlemcen                | TLM       | DAON      | 248       | 1            |
| Touggourt           | 55          | Aéroport de Touggourt - Sidi Mahdi                     | Touggourt              | TGR       | DAUK      | 85        | 1            |